# Konče
Konče (makedonska: Конче) är en ort i Nordmakedonien. Den är huvudort i kommunen med samma namn, i den östra delen av landet, 100 kilometer sydost om huvudstaden Skopje. Konče ligger 580 meter över havet och antalet invånare är 3 475.